# Sandersonia aurantiaca
Sandersonia es un género monotípico de plantas con flores perteneciente a la familia Colchicaceae. Su única especie: Sandersonia aurantiaca Hook. es nativa de la Provincia del Cabo en Sudáfrica.

## Descripción
Son plantas perenne que alcanza los 75 cm de altura. Tiene las flores de color amarillo o naranja.

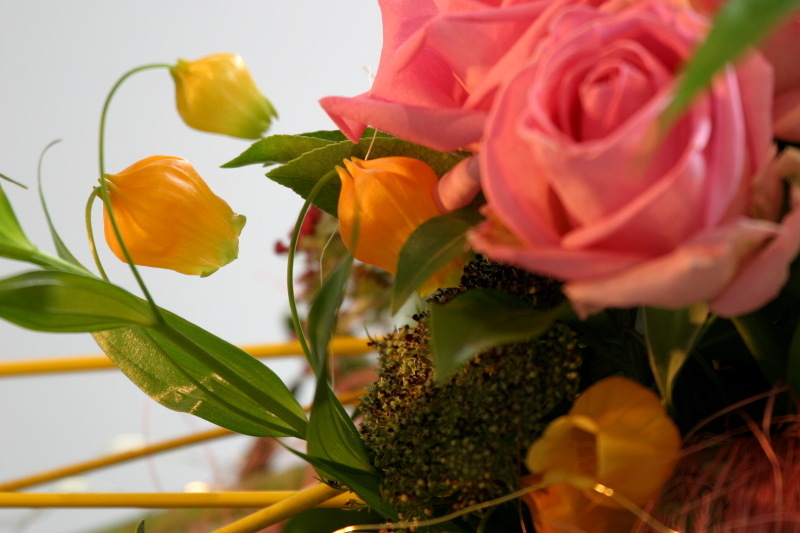
Sandersonia aurantiaca (las flores amarillas).